# Hutberg-Gruppe
Die Hutberg-Gruppe ist eine jungneolithische Regionalgruppe der Trichterbecherkultur (TBK); benannt nach einem Fundplatz nahe Wallendorf in Sachsen-Anhalt. Sie datiert in die Übergangsphase zwischen Baalberger- und Salzmünder Kultur. Als Leitform gilt eine Form der stichverzierten Knickwandschüsseln.

## Die Siedlung am Hutberg
Der Fundplatz, entdeckt beim Schotterabbau, wurde 1938 und 1939 von Friedrich Benesch ausgegraben. Ergraben wurde eine Befestigungsanlage, bestehend aus einer inneren und äußeren Wallanlage, die die aus drei kleinen Gipfeln (Hügel 1, 2 und 3) bestehende Erhöhung umschlossen. Im Inneren der Anlage befanden sich insgesamt 76 Gruben mit Überresten. Benesch gliederte die Gruben in verschiedene Typen und unterschied dabei Abfallgruben, Vorratsgruben, Wohngruben und Herdgruben. Diese ließen sich aufgrund ihrer Lage zu kleinen Gruppen zusammenfassen, die jeweils als Teil eines darüber liegenden Hauses interpretiert wurden. So ergab sich die Struktur eines kleinen Dorfes.

### Bestattungen
In fünf Gruben fanden sich menschliche Überreste. Auffallend war, dass von den insgesamt fünf Personen je zwei Individuen in jeweils einer Grube im Bereich eines Hauses begraben waren. Da jedoch ein Haus bei der Freilegung durch den Bagger zerstört worden war, konnten die Knochen in den Gruben nicht mehr ausgewertet werden. Die Gruben unter dem zweiten Haus waren jedoch intakt und enthielten zwei Individuen. Der von Benesch als männlich identifizierte Leichnam war in einer ehemaligen Herdgrube in Form einer Knochenbestattung begraben worden, was auf eine Präparation des Toten bzw. auf eine Sekundärbestattung hindeutet. Das als weiblich identifizierte Individuum war eine Hockerbestattung, Ost-West orientiert und hatte keine Grabbeigaben. Auf dem Hügel 1 befand sich ein Zentralgrab, in dem ein Toter in Hockerstellung beigesetzt war.

### Fundmaterial
Die Funde zeigen Einflüsse verschiedener jungsteinzeitlicher Kulturen. So sind Keramikreste mit Formen aus der Salzmünder, Michelsberger, Baalberger, Jordansmühler, Gaterslebener und Trichterbecherkultur vorhanden. Es wird eine kontinuierliche Besiedelung angenommen, in der sich die verschiedenen Kultureinflüsse vermischten.

## Weitere Fundplätze
- Halle – Dölauer Heide, Bischofswiese (Halle). Zweitgrößter Fundkomplex der Hutberg-Gruppe.
- Großjena – Kreisgrabenanlage